# Lethrus frantsevichi
Lethrus frantsevichi is een keversoort uit de familie mesttorren (Geotrupidae). De wetenschappelijke naam van de soort werd in 1979 gepubliceerd door Nikolajev.